# It Feels So Good
It Feels So Good is een nummer van de Britse zangeres Sonique uit november 1998, heruitgegeven in mei 2000. Het is de eerste single van haar debuutalbum Hear My Cry uit 2000.

## Achtergrond
Zangeres Sonique zei over het nummer: "Het gaat over deze man die ik jaren geleden erg leuk vond, maar die mijn gevoelens niet beantwoordde. Want hij was erg succesvol en ik niet op dat moment. En hij dacht dat ik verliefd was op zijn succes. Dit nummer is slechts een manier om te verklaren dat ik hem leuk vond". Toen "It Feels So High" op 9 november 1998 werd uitgebracht, was het niet heel succesvol. Toen een dj uit Tampa het nummer begin 2000 veel begon te draaien, werd het in eens een grote wereldhit. De single stond 14 weken in de Britse Top 40, en drie weken op nummer 1 in de UK Singles Chart. Tevens was de single de op drie na best verkochte single van dat jaar. Van Europa tot aan Noord-Amerika en Oceanië stond de single in de hitlijsten. Ook in de Verenigde Staten stond het nummer in de hitlijsten. In de Eurochart Hot 100 werd de 4e positie bereikt.
In Nederland was de single in week 18 van 2000 de 373e Megahit op Radio 3FM en werd een hit. De single bereikte de 9e positie in de publieke hitlijst; de Mega Top 100 op Radio 3FM en de 5e positie in de Nederlandse Top 40 en Dancesmash op Radio 538. 
In België bereikte de single de 15e positie in zowel de Vlaamse Ultratop 50 als de Vlaamse Radio 2 Top 30. In Wallonië werd de 9e positie behaald in de Waalse Ultratop 50.